# Sint-Lodewijkskerk (Mortsel)

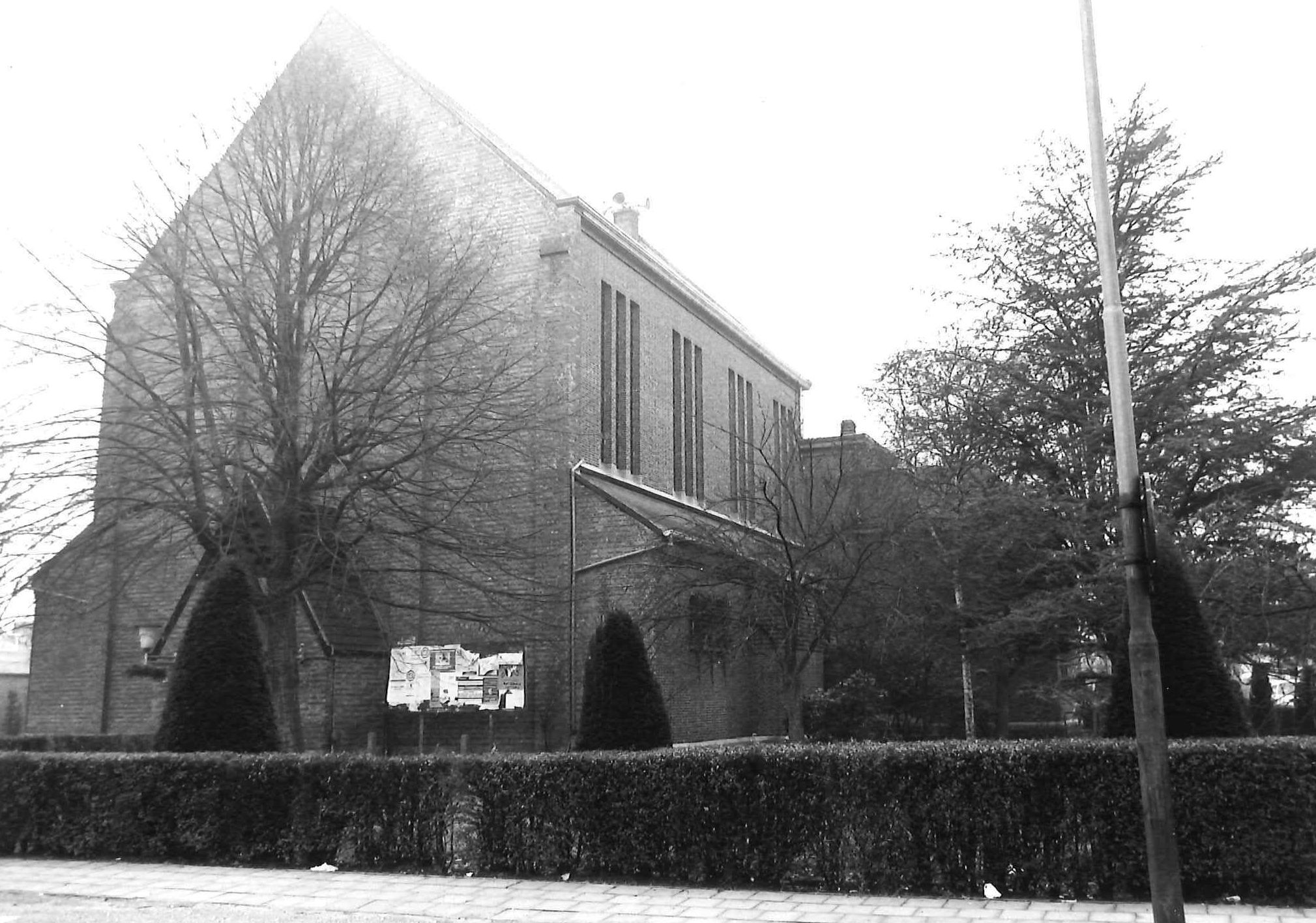
Sint-Lodewijkskerk

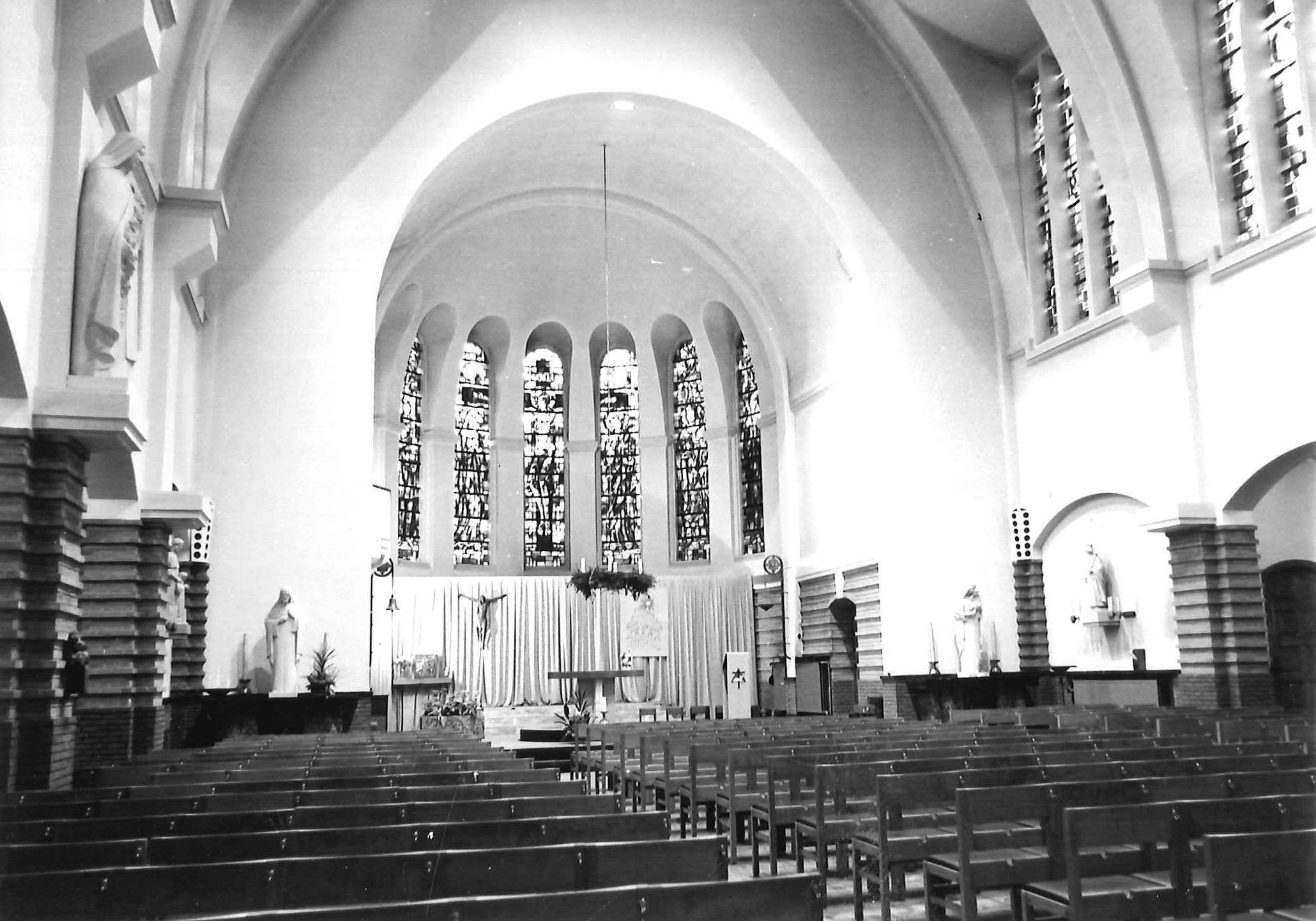
Interieur

De Sint-Lodewijkskerk is een parochiekerk in de Antwerpse plaats Mortsel, gelegen aan de Osylei 74.
De bakstenen kerk werd gebouwd in 1935 voor de wijk Diezegem en was oorspronkelijk gewijd aan Onze-Lieve-Vrouw van het Heilig Hart. Architect was Simon Van Craen. De sobere bakstenen kerk heeft een hoog en breed middenschip en twee lage, smalle zijbeuken. Het koor is lager en heeft een halfronde apsis. De kerk is naar het zuidwesten georiënteerd. Een toren ontbreekt.
Het interieur wordt overkluisd door een spitstongewelf.